# Sterling SAR-87
Il SAR-87 Sterling era un fucile di assalto militare del tardo ventesimo secolo.

## Storia
Il fucile d'assalto Sterling (Sterling Assault Rifle, SAR) è stato costruito insieme dagli Sterling Armaments Company e Chartered Industries di Singapore all'inizio degli anni '80 come una versione avanzata dell'AR-18 per l'esportazione. Inoltre è stato proposto alle forze armate britanniche britanniche, che lo hanno rifiutato perché stavano già adottando il SA80,prodotta dal Royal Ordnance Factory. Il SAR-87 era un'arma robusta basata sul ben provato AR-18 unito alla versatilità del fucile M16. Potrebbe anche essere convertito da 5,56 × 45 mm NATO in 9 x 19 mm Luger cambiando la canna e l'otturatore, per fornire un mitra alle forze di polizia. Ancora una volta, gli Sterling Armaments Company hanno provato a vendere il fucile, cambiato nome a SAR-87, per un po' di anni, ma alla fine degli anni '80, è stata comprata dalla British Aerospace/Royal Ordnance e il progetto fu chiuso. Meno di 100 fucili SAR-87 sono stati prodotti.